# Planctoteuthis danae
Planctoteuthis danae är en bläckfiskart som först beskrevs av Louis Joubin 1931.  Planctoteuthis danae ingår i släktet Planctoteuthis och familjen Chiroteuthidae. Inga underarter finns listade i Catalogue of Life.